# Aline Zouvi
Aline Zouvi, née en 1990 à Rio de Janeiro, est une autrice et illustratrice de bande dessinée brésilienne.

## Biographie
Aline Zouvi naît en 1990 à Rio de Janeiro, au Brésil,.
Après sa soutenance en 2015 d'un master de lettres sur l'œuvre autobiographique d'Allison Bechdel,, elle anime des ateliers de bande dessinée et commence à publier ses premiers dessins de presse pour le journal Folha de S.Paulo, ainsi que pour les revues Piauí et Quatro Cinco Um. C'est aussi à partir de 2017 qu'elle publie son premier fanzine Condição, ainsi que la bande dessinée Síncope, qui raconte l'histoire d'une jeune musicienne souffrant d'anxiété chronique, qui lui vaut le prix Dente de Ouro de la Fête des publications de Dente (pt) en 2018.
En 2018, elle publie la bande dessinée Óleo Sobre Tela (Huile sur toile) qui est consacrée à l'œuvre de René Magritte.
Sa bande dessinée Não nasci sabendo, qui conte un ensemble de réflexions sur la découverte tardive de son homosexualité est lauréate en 2022 du Prix de citoyenneté pour le respect de la diversité LGBTQIA+.
En 2024, sa bande dessinée Pigmento, où l'on croise plusieurs personnalités LGBT, raconte l'histoire d'une tatoueuse qui ne parvient pas à se faire tatouer car aucune encre n'intègre à sa peau. Elle même porte des tatouages, considérant qu'il s'agit d'un outil d'estime de soi.

## Publications
- Síncope, 2017
- Óleo Sobre Tela, Ugra Press, 2018
- Pão francês, Editora Incompleta, 2019  (ISBN 978-85-85223-03-8)
- Não nasci sabendo, Selo Harvi, 2022  (ISBN 978-65-998160-1-7)
- Pigmento, Companhia das Letras, 2024  (ISBN 978-65-8495-338-3)